# À propos de Nice
À propos de Nice (Engelse titel: About Nice) is een film die uitkwam in 1930. De film werd gemaakt door de Franse filmmaker Jean Vigo en gefilmd door Boris Kaufman, de jongere broer van David Kaufman, beter bekend als Dziga Vertov.
De documentairefilm is een visueel essay over natuur versus cultuur (en de architectuur in het bijzonder). Meer specifiek toont het een contrast tussen rijkdom en armoede, verteld in soms geënsceneerde beelden van zowel het mondaine leven aan de boulevard als het straatleven in de achterbuurten van de Zuid-Franse (bad)plaats Nice. De rode draad van de film is de voorbereiding en optocht van het carnavalsfeest in Nice.